# Bandžarci
Bandžarci (Urang Banjar, اورڠ بنجر) jsou jedním z původních národů jižního Kalimantanu v Indonésii, kde žijí ve smíšených komunitách spolu s Dajáky, Malajci a Javánci. Mluví bandžarsky. Jejich počet se odhaduje na více než pět milionů, metropolí je Banjarmasin, vyznáním jsou převážně sunnité. Zabývají se zemědělstvím, rybolovem a těžbou diamantů, známé jsou jejich výstavné domy se špičatou střechou zvané Bubungan Tinggi.
Bandžarci jsou známí jako zdatní mořeplavci a obchodníci (jejich pojmenování pochází z malajského výrazu pro přístav bandar), kteří se ze své pravlasti rozšířili po Malajském souostroví a jejich řeč se v pobřežních oblastech ujala jako lingua franca. Předpokládá se, že předkové Bandžarců osídlili na přelomu prvního a druhé tisíciletí Madagaskar a Komorské ostrovy.